# Abutilon montanum
Abutilon montanum är en malvaväxtart som beskrevs av A. St.-hil.. Abutilon montanum ingår i släktet klockmalvor, och familjen malvaväxter. Inga underarter finns listade i Catalogue of Life.